# Eugène Renevier
Eugène Renevier (26 de març de 1831 – 4 de maig de 1906) va ser un geòleg suís nascut a Lausana, i era descendent d'una família noble de Suïssa.
És conegut especialment per haver encunyat el terme del període 
Thanetià que es va inicar fa 59,2 milions d'anys. Aquest nom fa referència als estrats situats a prop de l'Illa de Thanet (Kent, Regne Unit).
Des de 1859 a 1881 va ser professor de geologia i mineralogia, posteriorment ho va ser de geologia id paleontologia a l'Acadèmia de Lausanna (1881–1906). Durant molts anys va ser curator del museu cantonal de geologia (1874–1906).
Va fer recerca paleontològica als Alps. Amb F. J. Pictet va escriure una memòria dels fòssils de la Perte-du-Rhone (1854). Publicà un notable Tableau des terrains sedimenlaires (1874); i una Chronographe geologique. Aquesta nova taula estava acolorida i els colors per a cada sistema geològic van ser adaptats per al mapa geolòic d'Europa.